# Alfred Ebanks
Alfred William Ebanks (* 1. September 1953) ist ein ehemaliger Radrennfahrer der Cayman Islands.

## Karriere
Ebanks trat dreimal bei den Olympischen Sommerspielen an. 1984 erreichte er beim Straßenrennen nicht das Ziel, aber belegte den 22. Platz im Mannschaftszeitfahren. 1988 belegte er im Mannschaftszeitfahren den 27. Platz. Außerdem war er in diesem Jahr Fahnenträge für die Cayman Islands. 1992 belegte er den 24. Platz im Mannschaftszeitfahren.
Des Weiteren nahm Ebanks am Mannschaftszeitfahren bei den Commonwealth Games 1986 teil und erreichte dort den elften Platz.